# رودوكروسيت
رودوكروسيت هو معدن من معادن الكربونات صيغته الكيميائية MnCO3، وهو يتبلور وفق نظام بلوري ثلاثي، ويوجد على هيئة كتل ضخمة ذات ألوان متفاوتة بين الزهري والوردي إلى الأحمر والأصفر أو الأبيض.
وصف أبراهام فيرنر هذا المعدن، ولكن تسميته تعود إلى العالم يوهان فريدريش لودفيغ هاوسمان، والتي اشتقها من اللغة الإغريقية، والتي تعني ذو اللون الوردي.